# 万胜永乡
万胜永乡，是中华人民共和国河北省承德市丰宁满族自治县下辖的一个乡镇级行政单位。

## 行政区划
万胜永乡下辖以下地区：
万胜永村、辛房村、干沟尧村和下洼子村。